# Фінал кубка Англії з футболу 1907
Фінал кубка Англії з футболу 1907 — 36-й фінал найстарішого футбольного кубка у світі. Учасниками фіналу були «Венсдей» і «Евертон». Володарем кубкового трофею став «Венсдей».

## Шлях до фіналу
| «Венсдей»                 | «Венсдей» | «Венсдей»                               | Раунд           | «Евертон»              | «Евертон» | «Евертон»                               |
| ------------------------- | --------- | --------------------------------------- | --------------- | ---------------------- | --------- | --------------------------------------- |
| Суперник                  | Результат | Матчі                                   |                 | Суперник               | Результат | Матчі                                   |
| «Вулвергемптон Вондерерз» | 3—2       | 3—2 вдома                               | Перший раунд    | «Шеффілд Юнайтед»      | 2—0       | 2—0 вдома                               |
| «Саутгемптон»             | 4—2       | 1—1 вдома, 3—1 на виїзді (перегравання) | Другий раунд    | «Вест Гем Юнайтед»     | 2—1       | 2—1 на виїзді                           |
| «Сандерленд»              | 1—0       | 0—0 вдома, 1—0 на виїзді (перегравання) | Третій раунд    | «Болтон Вондерерз»     | 3—0       | 0—0 вдома, 3—0 на виїзді (перегравання) |
| «Ліверпуль»               | 1—0       | 1—0 вдома                               | Четвертий раунд | «Крістал Пелес»        | 5—1       | 1—1 на виїзді, 4—0 вдома (перегравання) |
| «Вулвіч Арсенал»          | 3—1       | 3—1 на нейтральному полі                | 1/2 фіналу      | «Вест-Бромвіч Альбіон» | 2—1       | 2—1 на нейтральному полі                |

## Матч
| 20 квітня 1907 |

| Венсдей                | 2:1      | Евертон  |
| ---------------------- | -------- | -------- |
| Стюарт 20' Сімпсон 86' | Протокол | Шарп 45' |

| Крістал Пелес, Лондон Глядачів: 84 584 Арбітр: Н.Віттекер |

|  |  |

|                  |  |                   |  |
|                  |  |                   |  |
| В                |  | Джек Лайолл       |  |
| З                |  | Віллі Лейтон      |  |
| З                |  | Гаррі Бертон      |  |
| ПЗ               |  | Том Бріттлтон     |  |
| ПЗ               |  | Томмі Кроушоу (к) |  |
| ПЗ               |  | Вільям Бартлетт   |  |
| Н                |  | Гаррі Чапман      |  |
| Н                |  | Френк Бредшоу     |  |
| Н                |  | Ендрю Вілсон      |  |
| Н                |  | Джеймс Стюарт     |  |
| Н                |  | Джордж Сімпсон    |  |
| Головний тренер: |  |                   |  |
| Артур Дікінсон   |  |                   |  |

|                  |  |                 |  |
|                  |  |                 |  |
| В                |  | Біллі Скотт     |  |
| З                |  | Біллі Балмер    |  |
| З                |  | Боб Балмер      |  |
| ПЗ               |  | Гаррі Мейкпіс   |  |
| ПЗ               |  | Джек Тейлор (к) |  |
| ПЗ               |  | Волтер Абботт   |  |
| Н                |  | Джек Шарп       |  |
| Н                |  | Г'ю Болтон      |  |
| Н                |  | Алекс Янг       |  |
| Н                |  | Джиммі Сеттл    |  |
| Н                |  | Гарольд Гардман |  |
| Головний тренер: |  |                 |  |
| Вілл Кафф        |  |                 |  |